# Papanasam
Papanasam (o Pavanasi) è una suddivisione dell'India, classificata come town panchayat, di 16.397 abitanti, situata nel distretto di Thanjavur, nello stato federato del Tamil Nadu. In base al numero di abitanti la città rientra nella classe IV (da 10.000 a 19.999 persone).

## Geografia fisica
La città è situata a 10° 55' 58 N e 79° 16' 02 E e ha un'altitudine di 22 m s.l.m..

## Società

### Evoluzione demografica
Al censimento del 2001 la popolazione di Papanasam assommava a 16.397 persone, delle quali 8.118 maschi e 8.279 femmine. I bambini di età inferiore o uguale ai sei anni assommavano a 1.761, dei quali 906 maschi e 855 femmine. Infine, coloro che erano in grado di saper almeno leggere e scrivere erano 12.453, dei quali 6.642 maschi e 5.811 femmine.